# 福士睦
福士 睦（ふくし あつし、1969年（昭和44年） - ）は、BS日本取締役。

## 人物
青森県出身。青森県立青森高等学校を経て早稲田大学政治経済学部経済学科を卒業後、1992年4月日本テレビ放送網に入社。「ジパングあさ6」「踊るさんま御殿」「世界まる見えテレビ特捜部」などのプロデューサーを経て「堂本光一のジェネジャン」「いろもん」「有名人が通うマチャミ食堂」などの多数の人気番組を演出。その独自の企画発想法やマーケティング理論で業界内外の注目を集める。また「24時間テレビ」や「日テレ系人気番組対抗スペシャル」「所さんまの超近現代史」開局記念特番「タモリ教授のハテナの殿堂」などの大型特番の総合演出も手掛ける。2004年から放送している企画した「世界一受けたい授業」はptaが選ぶ子供に見せたい番組ナンバーワンに選ばれ高視聴率を獲得し続けている。（初回は16．2％）　　＊ベストセラー著作「一億人を動かす技術」（ダイヤモンド社）より
2013年12月1日付で編成局編成部企画担当部長に昇進。担当していた番組は森實陽三が引き継いだ。
2016年6月1日付で史上最年少で編成局編成部長に昇進。　
3年半の編成在籍時代は、すべて視聴率月間三冠王を獲得。弱点だった金曜夜の改編やドラマ枠移動、仰天ニュースの枠移動など大胆な編成を行う。
2017年6月1日付で制作局統括ドラマCPに就任。
2018年6月1日付で史上最年少で担当局次長兼ストックコンテンツセンター長。
2019年6月1日の組織改正でストックコンテンツセンターが廃止となり、兼務を外れる。
2020年10月1日付で情報・制作局次長。
ドラマ担当として「奥様は取り扱い注意」「あなたの番です」「今日から俺は！！」「3年A組～今日から皆さんは人質です～」「ハコヅメ」などのヒット作を統括。
民放連国際ドラマフェスティバル実行委員および日本映画テレビプロデューサー協会常務理事。
2021年12月1日付で編成局次長に昇進。
2022年6月1日付でコンテンツ戦略本部コンテンツスタジオセンター長に昇進。動画配信サービスHuluのHJホールディングス株式会社取締役（非常勤）に就任。
2022年12月1日付でコンテンツ戦略局次長兼コンテンツスタジオセンター長に昇進。
2024年6月1日付で現職。

## 担当番組

### 過去

#### 企画
- 世界一受けたい授業（2013年4月20日 - 2022年3月26日）※番組開始 - 2013年4月6日までは総合演出を担当していた。
- 未来シアター

#### 企画・総合演出
- 地球の最先端をスクープ!SCOOPER
- スピード査定バラエティ カラクリマネー

#### エグゼクティブプロデューサー（映画）
- 奥様は、取り扱い注意
- 今日から俺は！！
- あなたの番です

#### 制作
- 君と世界が終わる日に
- 日本テレビ系土曜深夜ドラマ
  - 49
  - 恋文日和
  - SHARK
  - 近キョリ恋愛
- 裁判長っ!おなか空きました!
- ばらかもん
- 平成舞祭組男
- マジすか学園4
- エンタの神様
- 24時間テレビ 「愛は地球を救う」41・44

#### チーフプロデューサー
- 24時間テレビ40ドラマスペシャル「時代をつくった男 阿久悠物語」
- 愛してたって、秘密はある。（2017年7月16日 - 9月17日）
- 奥様は、取り扱い注意（2017年10月4日 - 12月6日）
- 今からあなたを脅迫します（2017年10月15日 - 12月17日）
- もみ消して冬〜わが家の問題なかったことに〜（2018年1月13日 - 3月17日）
- 卒業バカメンタリー（2018年1月23日 - 3月27日）
- Missデビル 人事の悪魔・椿眞子（2018年4月14日 - 5月26日）
- 崖っぷちホテル!（2018年4月15日 - 5月27日）
- 天才バカボン（2018年5月4日）
- 今日から俺は!!（2018年10月14日 - 11月25日）
- リモートで殺される（2020年7月26日）

#### プロデューサー
- ジパングあさ6
- TOKYO CLUB GANG
- 24時間テレビ 「愛は地球を救う」
  - 24 〜家族って何?〜(2001年)
- LAUGH&PEACE 笑いはニッポンを救う。

#### プロデューサー・演出
- 有名人が通うマチャミ食堂
- YOUたち!

#### 総合演出
- ジェネジャン
- 鶴の間
- オジサンズ11（2007年3月3日サタデーバリューフィーバー枠で放送→同年10月15日より1年間レギュラー放送）
- 笑福亭鶴瓶のワンショット
- シアワセ結婚相談所
- タモリ教授のハテナの殿堂?
- 日テレ系人気番組が大集合!世界一受けたい授業（春or秋）の最強先生来襲スペシャル
- さんま&所の大河バラエティ!超近現代史!人間は相変わらずアホか!?
- 24時間テレビ 「愛は地球を救う」
  - 29 絆〜今、私たちにできること〜（2006年8月26・27日）
  - 33 ありがとう～今、あの人に伝えたい〜（2010年8月28・29日）
- 金曜スーパープライム
  - 「ネオジャーナリスティックバラエティ さんま&所の世の中を動かしているのは誰だ会議」（2010年10月29日）
  - 「池上彰くんに教えておきたい10のニュース」（2011年3月18日）
  - 「ギネス世界記録の美女100人」（2011年5月27日）
  - 「ネオジャーナリスティックバラエティ 所&さんまの世の中を動かしているのは誰だ会議II」（2011年11月11日）
- 人生が変わる1分間の深イイ話（2013年4月22日 - 11月25日）
- 金曜ロードSHOW!
  - 「特別エンタテイメント 池上彰くんに教えたいニュース」（2013年5月3日）

#### 演出
- 世界まる見え!テレビ特捜部
- いろもん
- 24時間テレビ 「愛は地球を救う」
  - 28 〜生きる〜（2005年8月27・28日）
  - 30 〜人生が変わる瞬間（とき）〜（2007年8月18・19日）
  - 34 力（ちから）〜私は大切なひとり。〜（2011年8月21・22日） - 「力を合わせてギネス世界記録にチャレンジ」担当
  - 35 〜未来〜（2012年8月25・26日） - S1サブ担当
  - 36 〜ニッポンって…この国のカタチ〜（2013年8月24・25日） - 本社S1サブ担当

#### ディレクター
- スーパージョッキー
- 投稿!特ホウ王国
- 踊る!さんま御殿!!
- ダウンタウンのガキの使いやあらへんで!!
- 24時間テレビ 「愛は地球を救う」
  - 23 〜がんばる…君のために!〜（2000年8月19日・20日） - 日本武道館担当